# Sophta sparsa
Sophta sparsa là một loài bướm đêm trong họ Noctuidae.